# Тварь на крыше
«Тварь на кры́ше» (англ. «The Thing on the Roof») — рассказ ужасов американского писателя Роберта Ирвина Говарда. Написан в декабре 1930 года. Опубликован в 1932 году в февральском выпуске журнала фантастики Weird Tales. Входит в межавторский цикл «Мифы Ктулху».

## Сюжет
Звучит в ночи раскатом грома их тяжкий шаг.

Объятый страхом незнакомым, я слаб и наг.

На ложе корчусь. А на гребнях высоких крыш

Удар могучих крыльев древних колеблет тишь.

И высекают их копыта набатный звон

Из глыб гранитных мегалитов, покрытых мхом.
История происходит в Англии, повествование ведётся от имени неизвестного рассказчика, некоего английского археолога и коллекционера, к которому однажды наведывается с визитом его давний соперник — кладоискатель Тассмэн — и просит помочь ему с поиском одной редкой книги — немецкого первоиздания «Безымянных культов» фон Юнцта. Учёный соглашается, зная, что книга содержит оккультную информацию и пользуется в научном мире неоднозначной репутацией, её автор погиб в 1840 году при загадочных обстоятельствах, вскоре после возвращения из экспедиции в Монголию.
Спустя три месяца учёному удалось разыскать необходимую книгу. Рассказчик дал знать об этом Тассмэну, и тот незамедлительно явился. Находясь в кабинете, Тассмэн бегло пролистывает главы «Безымянных культов», касающиеся древнего храма неизвестной цивилизации, расположенного в Центральной Америке и, видимо, находит искомую информацию. Он зачитывает учёному отрывок из книги о древнем святилище неизвестного племени, вымершего ещё до прихода испанцев на Американский континент. В книге описывается мумия жреца, найденная фон Юнцтом в неком Храме Жабы. На шее мумии был амулет из драгоценного камня, вырезанный в виде жабы, якобы являющийся ключом к сокровищам храма, хранящимся в подземном склепе под алтарём. Далее Тассмэн рассказывает, что ему удалось разыскать этот храм в Гондурасе, но проникнуть в хранилище он не смог, так как не знал о существовании ключа. Теперь же, владея необходимой информацией, он вновь собирается наведаться туда и извлечь сокровище древнего племени. После этого кладоискатель оставляет книгу учёному и в спешке отбывает.
Спустя ещё несколько месяцев рассказчик получает письмо от Тассмэна, в котором тот приглашает посетить его загородную резиденцию в графстве Сассекс. Также он просит захватить с собой книгу фон Юнцта. Учёный принимает приглашение и вскоре прибывает в его поместье. Идя по аллее к дому, рассказчик замечает в высоких зарослях сада пребывание какого-то массивного животного и отчётливо слышит стук копыт о камни. В доме же учёный встречает Тассмэна, который заявляет, что его путешествие в Центральную Америку окончилось ничем. Ему не удалось найти сокровища в подземном хранилище Храма Жабы, а единственной ценной находкой был амулет жреца, которую кладоискатель снял с шеи мумии, описанной в книге «Безымянные культы».
Обсуждая странные иероглифы, изображённые на цепи, к которой крепился камень, Тассмэн говорит, что уже видел похожие письмена на некоем чёрном камне, расположенном в венгерских горах. Далее кладоискатель описывает свои приключения, рассказав что храм сложен из прочных базальтовых блоков и, по-видимому, имеет очень большой возраст, определяемый им в несколько тысяч лет. В главном зале святилища расположен алтарь в виде круглого блока, покрытого неизвестными письменами. За алтарём, в тайном склепе, Тассмэн обнаружил мумию жреца, на шее которого и висел амулет. Кладоискатель упомянул, что, судя по всему, жрец относился к европеоидной расе. С помощью ключа он открыл вход в подземное хранилище и спустился туда один, так как его спутники отказались идти с ним. Спускаясь по каменным ступеням, кладоискатель видел, что прямо перед ним постоянно скакала подземная жаба, держась вне пределов освещения фонаря. Пройдя по подземным туннелям, Тассмэн достиг запертой комнаты, двери которой были украшены причудливой резьбой и, отворив двери с помощью амулета жреца, он вошёл в это помещение, надеясь обнаружить здесь сокровища храма, но никаких сокровищ там не оказалось. Тассмэн не стал пояснять, что именно находилось в подземелье, но судя по всему, ему пришлось быстро покинуть хранилище. Также он отмечает, что мумия жреца в склепе у алтаря исчезла, объясняя это тем, что его суеверные спутники могли выбросить её в какую-нибудь расселину.
Рассказав эту историю, Тассмэн вновь перечитал главу из книги фон Юнцта о Храме Жабы и вдруг забеспокоился, заявив, что в прошлый раз прочитал не всё. В волнении он упоминает, что, уходя, не закрыл вход в подземелье и опасается, что оттуда что-то могло проникнуть в наш мир. В следующий момент Тассмэн и рассказчик слышат какие-то странные звуки сверху, которые могла бы производить лошадь, как если бы она попала на крышу дома. Тассмэн устремляется в верхнюю комнату и запирается там на ключ. Учёный же снова перечитывает главу из книги фон Юнцта, которая интересовала кладоискателя, и находит строки о Храме Жабы и таинственной праиндейской расе, которая его воздвигла, а также об огромном ржущем чудовище со щупальцами и копытами, которому поклонялись эти люди, а позже находит фразу, в которой говорится, что бог храма и является его главным сокровищем.
В этот момент раздаётся жуткий вопль Тассмэна, доносящийся из верхней комнаты. Бросившись наверх, учёный пытается взломать двери и слышит из комнаты загадочные хлюпающие звуки и пронзительное ржание. Перед тем как ученому удаётся высадить дверь, таинственное существо выбирается из оконного проёма, а затем слышатся звуки хлопающих гигантских крыльев. Вбежав в комнату, рассказчик видит труп Тассмэна с размозженным черепом, на обезображенном лице которого запечатлелся отпечаток огромного копыта. Оконная рама была покрыта отвратительной слизью, а драгоценный амулет бесследно исчез.

## Персонажи и упоминаемые лица
- Неизвестный рассказчик — неназванный учёный-археолог, исследователь оккультизма, коллекционер.
- Тассмэн — английский частный исследователь, коллекционер, кладоискатель.
- Слуга Тасмэнна
- Джастин Джеффри — вымышленный американский поэт, автор поэмы «Люди монолита».
- Фридрих Вильгельм фон Юнтц — вымышленный немецкий оккультный исследователь, автор книги «Сокровенные культы».
- Брайдуолл — вымышленный лондонский книгоиздатель. Выпустил первое английское издание «Unaussprechlichen Kulten» в 1845 году.
- Golden Goblin Press — вымышленное нью-йоркское книжное издательство, выпустившее второе английское издание «Unaussprechlichen Kulten» в 1909 году.
- Диего Васкес — вымышленный художник-иллюстратор, автор иллюстраций для издания «Unaussprechlichen Kulten» 1909 года.
- Джеймс Клемент — вымышленный американский университетский профессор из Ричмонда.
- Хуан Гонзалес — вымышленный испанский путешественник XVIII века.

## Упоминаемые книги
- Из древней страны — поэма Джастина Джеффри.
- Свидетельство присутствия культуры Нахуа на Юкатане — научная работа по археологии неупоминаемого автора.
- Безымянные культы — оккультная книга фон Юнцта.
- Некрономикон — оккультная книга Абдула Альхазреда.
- The Scientific News — вымышленный научный журнал.

## Географические объекты
- Англия — историческая область в составе Великобритании с центром в Лондоне.
- Монголия — государство и историческая область в Центральной Азии.
- Юкатан —  полуостров в Южной Америке.
- Британский Гондурас — британская колония на полуострове Юкатан, ныне государство Белиз.
- Гватемала — государство в Центральной Америке.
- Храм Жабы — древнее культовое сооружение в джунглях Юкатана.
- Суссекс — графство Юго-Восточной Англии; здесь расположено поместье Тассмэна.

## Роберт Говард в мифологии Ктулху
«Тварь на крыше» — третий рассказ Говарда, где он использует элементы мифологии Ктулху.

## Интересные факты
- За рассказ «Тварь на крыше» Роберт Ирвин Говард получил от издательства журнала Weird Tales сорок долларов США в виде авторского гонорара[3].

## Комментарии
1. ↑  Время действия в рассказе не указывается, но по видимому это 1930-е годы
2. ↑  Предположительно Джон Конрад
3. ↑  Здесь и далее все имена и названия приводятся по переводу А. Бирюкова